# М'якеньківка
М'яке́ньківка — село в Україні, у Решетилівській міській громаді Полтавського району Полтавської області. Населення становить 541 осіб. До 2020 року орган місцевого самоврядування — М'якеньківська сільська рада.

## Географія
Село М'якеньківка розташоване за 49 км від обласного центру та 8 км від центру громади автошляхами, на правому березі річки Говтва, вище за течією на відстані 1,5 км розташована Решетилівка, нижче за течією на відстані 3 км розташоване село Михнівка, на протилежному березі — села Пасічники та Сені. За 1 км розташоване село Шрамки.

## Історія

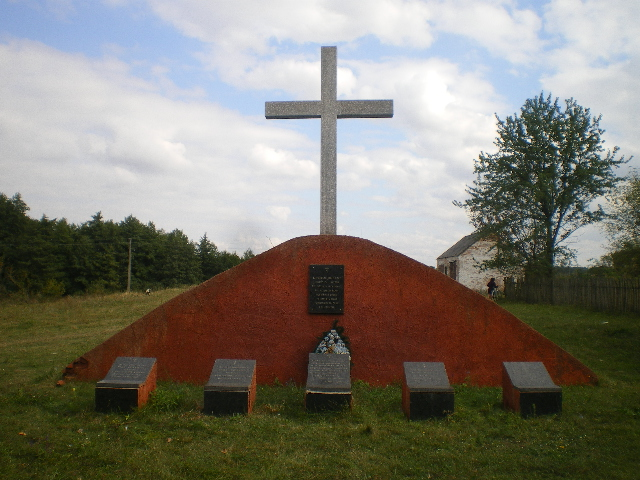
Меморіал «Жертвам Голодомору»

1899 — у М'якеньківці за кошти земства збудовано перший навчальний заклад, у якому навчалися 25 дітей, у тому числі з навколишніх сіл та хуторів.
1900 — з цього і аж по 1917 рік дітей навчали місцеві поміщики Іван та Варвара Подерії; двоє бідняків побили багатого вчителя і він помер.
1905 — створено революційну групу з місцевих жителів, вони розклеїли листівки, що закликали селян до боротьби за землю і волю.
1908 — збудували друге приміщення школи, у трьох класах навчалися 98 дітей.
1910 — у М'якеньківці нарахували 65 господарств і 370 жителів.
1914-1916 — багато жителів М'якеньківки та Михнівки загинули у Першій світовій війні.
1918 (січень) — розпочалась перша більшовицька окупація.
1919 (листопад) — більшовики вибили денікінців із села.
1921—1925 — у М'якеньківці працювала школа-чотирьохрічкашкола-чотирьохрічка. 
1926 — за переписом у М'якеньківці нарахували 87 дворів, 472 жителів. 
1927 — створили машинне товариство.
29.01.1929 — газета «Більшовик Полтавщини» повідомила, що у М'якеньківській трьохкомплектній школі навчаються діти починаючи з 8 років, з повним навантаженням працює лікнеп, розгорнув роботу сільбуд — вогнище культури на селі.
1929 — у М'якеньківці створено колгосп «За краще життя», головою обрали Дудченка Трохима Миколайовича. Цього ж року в хуторі Арсені організували колгосп «Широкий лан», у хуторі Бодні — КСП «Комуніст».
1929 — у колгосп «За краще життя» прийшов перший трактор «Фордзон». Першими трактористами були: Терентій Бабенко, Микола Бабенко, Павло Сметана, Корній Грицай.
05.01.1930 — в СРСР опублікована постанова ЦК ВКП (б) «Про заходи допомоги держави колгоспному будівництву», спрямована на здійснення суцільної колективізації. З цього моменту представники місцевих органів влади насильно заганяли селян у колгоспи.
1930 — створено компартійну організацію, першими комуністами були Т. Л. Корж та М. А. М'якенька.
1931 — на хуторах Шрамки та Конони створено колгосп «14-річчя Жовтня».
1932 — колгоспи села М'якеньківки та хуторів Бодні, Підгорянка, Бардаки, Арсені, Величковщина та Никони об'єднали в один колгосп «Гігант».
1932 — відкрито неповну середню школу, де навчалося 200 учнів.
1933 (перша половина) — у Решетилівському районі завершилася суцільна колективізація і повністю ліквідовано «куркульські» господарства, що були основними виробниками хліба в країні.
1932—1933 — Решетилівщиною прокотився страшніший голодомор. У М'якеньківці від голоду померло 33 людини, серед них 15 дітей; у селі Шрамки — 49 людей, з них 28 дітей; в хуторі Підгорянка — 22 людини, з них 7 дітей; в селі Харченки — 19 людей, з них 8 дітей; у Михайликах — 17 людей; у Педаках — 20 людей; в Боднях — 24 людини.
1937—1938 — зникли прилеглі до М'якеньківки хутори: Никони, Арсені, Бодні, Бардаки та інші, їх жителі переселилися до М'якеньківки та Михнівки.
22.06.1941 — уродженець хутора Підгорянка (нині — частина села М'якеньківки) Іван Поровай, який проходив військову службу у місті Бориспіль Київської області, вступив у перший бій з ворожими літаками під Києвом.
10.08.1941 — у складі 10 бомбардувальників літак Івана Поровая бомбив Берлін.
1941 — на війну з нацистами призвано 472 чоловіка з населених пунктів М'якеньківської сільської ради.
1941 (вересень) — через Решетилівщину з боями відходили частини Червоної армії Південно-Західного фронту.
27.09.1941 — нацисти окупували М'якеньківку.
24.09.1943 — Червона армія звільнила М'якеньківку від нацистів, які, відступаючи, спалили її та замінували приміщення школи.
27.06.1945 — уродженцю М'якеньківки, бойовому льотчику Василю Бондаренку за мужність у боротьбі з німецько-нацистськими загарбниками присвоєно звання Героя Радянського Союзу. Він особисто збив 29 літаків противника і 6 у групі з товаришами.
1950 — три невеликих колгоспи — імені Фрунзе, «Комуніст» та «14-річчя Жовтня» — об'єднали в один під назвою імені Карла Маркса, а  1959 року ще й приєднали до нього колгосп імені Ілліча.
1965 — за колгоспні кошти у М'якеньківці збудовано нове приміщення школи, згодом — їдальні та інтернату.
01.01.1967 — у м'якеньківському колгоспі імені Карла Маркса налічувалося 18 тракторів, 19 комбайнів, 9 вантажних та один легковий автомобіль. Загальний річний прибуток колгоспу становив 499 тисяч карбованців.
1967 — в пам'ять загиблих земляків у Другій світовій війні в селі зведений «Пам'ятник Слави».
1993 — чистий річний прибуток колгоспу імені Карла Маркса склав 982 мільйони карбованців, на будівництві господарство освоїло 587,7 мільйона карбованців.
1994 (квітень) — у м'якеньківському колгоспі працювали 187 трудівників і трудівниць.
1994 — за колгоспні гроші в селі збудовано коптильний цех, олійницю та міні-хлібзавод.
1996 — зведений меморіал «Жертвам Голодомору».
1999 — ліквідовано колгосп імені Карла Маркса.
2001 — за переписом населення, у селі мешкало 541 особа.
12 червня 2020 року, відповідно з розпорядженням Кабінету Міністрів України, М'якеньківська сільська рада Решетилівського району об'єднана з Решетилівською міською громадою.
19 липня 2020 року, в результаті адміністративно-територіальної реформи та ліквідації Решетилівського району, село увійшло до складу Полтавського району.

## Об'єкт соціальної сфери
- Школа І—ІІ ст.

## Особистість
Уродженець села:
- Бондаренко Василь Юхимович — Герой Радянського Союзу.